# District de Tủa Chùa
Pour les articles homonymes, voir Chua.
Tủa Chùa est un district rural de la province de Điện Biên dans la région du Nord-ouest du Viêt Nam. 

## Géographie
La superficie du district est de 679 km2. 
Le chef-lieu du district est Tủa Chùa.